# Juan Peralta Gascon
Juan Peralta Gascon (Pamplona, 17 de maig de 1990) és un ciclista navarrès, especialitzat en el ciclisme en pista. Ha participat en els Jocs Olímpics de Londres en la prova de Keirin on va acabar desè.

## Palmarès
- 2008
  - 3r al Campionat d'Europa júnior en Keirin
- 2012
  - 3r al Campionat d'Europa sub-23 en Velocitat
  -  Campió d'Espanya en Velocitat per equips (amb Sergio Aliaga i José Moreno Sánchez)
- 2013
  -  Campió d'Espanya en Velocitat
  -  Campió d'Espanya en Keirin
  -  Campió d'Espanya en Velocitat per equips (amb Sergio Aliaga i José Moreno Sánchez)
  - 1r a Ciutat de Mèxic en Velocitat per equips
- 2014
  -  Campió d'Espanya en Velocitat
  -  Campió d'Espanya en Velocitat per equips (amb Sergio Aliaga i José Moreno Sánchez)
- 2015
  -  Campió d'Espanya en Velocitat
  -  Campió d'Espanya en Velocitat per equips (amb Sergio Aliaga i César Octavio Ayala)
- 2016
  -  Campió d'Espanya en Velocitat
  -  Campió d'Espanya en Keirin
- 2017
  -  Campió d'Espanya en Velocitat
  -  Campió d'Espanya en Velocitat per equips (amb Sergio Aliaga i Enrique Sanz)

### Resultats a laCopa del Món
- 2012-2013
  - 3r a Aguascalientes, en Velocitat
- 2016-2017
  - 3r a Apeldoorn, en Keirin
- 2017-2018
  - 3r a Manchester, en Keirin